# 光華小学校
光華小学校（こうかしょうがっこう）は、京都府京都市右京区西京極野田町にある私立小学校。
真宗大谷派を母体とする仏教系小学校である。

## 教育
日本の伝統文化教育（小笠原流礼法や茶道）や宗教教育（花まつり、報恩講）も尊重している。給食・制服ともに有り。英会話学習やパソコン学習も取り入れている。
給食は、
月、水 / 火、木曜日･･･食堂給食（学園内食堂）
月、水 / 火、木曜日･･･給食
金曜日･･･弁当
中学受験の指導とともに、中学（女子校）から大学（女子大学）までの内部進学も推奨している。希望者（女子児童のみ）は原則として全員が京都光華中学校に進学できる。また、学校範囲の多くの範囲を、6年の2学期までに終え、3学期は受験対策を行う。また、受験当日の欠席は、光華小学校独自の受験による公欠判定（欠席には含まれない）となる。

## 沿革
- 1939年7月27日-財団法人光華女子学園設立申請
- 1939年9月15日-財団法人光華女子学園設立認可 初代理事長 大谷瑩誠 就任
- 1951年2月28日-学校法人光華女子学園設置認可 理事長 阿部現亮 就任
- 1968年2月16日-光華小学校設置認可 初代校長 阿部現亮 就任
- 1968年4月8日-光華小学校 第一回入学式(北校地・小学校校舎)
- 1968年4月8日- 光華小学校保護者会「幸手会」創立
- 1968年5月23日-光華小学校開校式
- 1971年3月31日‐小学校新校舎竣工
- 1971年4月8日‐小学校新(現)校舎へ移転　第4回入学式
- 1974年3月19日‐光華小学校　第1回卒業式
- 1974年11月30日‐初代校長　阿部現亮　死去
- 1975年2月20日‐二代校長　坂東一雄　就任
- 1975年11月1日‐幸手会　第1回バザー開催
- 1978年2月25日‐創立10周年記念誌「光華小学校10年のあゆみ」を発刊
- 1978年8月31日‐坂東一雄校長　退職
- 1978年9月1日‐小学校長事務取扱　高橋長三　就任
- 1979年3月1日‐三代校長　高橋長三　就任
- 1980年7月20日‐幸手会新聞「幸手だより」第1号発刊
- 1981年4月30日‐高橋長三校長　退職
- 1981年5月1日‐四代校長　川島保男　就任
- 1981年12月8日‐二代校長　坂東一雄　死去
- 1985年9月30日‐川島保男校長　退職
- 1985年10月1日‐五代校長　柴田次男　就任
- 1988年3月16日‐創立20周年記念誌「光華小学校20年・作文集」を発刊

## クラブ活動
- ソフトボール
- ドッジボール
- バドミントン
- 卓球
- パソコン
- 家庭科
- 駅伝
- 将棋・オセロ
- マーチングバンド

## 委員会活動
- 運営(代表)
- 園芸
- 図書
- 美化
- 掲示
- 健康
- 英語
- 体育

## 学校行事
- 4月：入学式、 6年生：修学旅行
- 5月：学園花まつり、親子交流会
- 6月：春の遠足、保護者ソフトボール大会
- 7月：3年生：本山学習(東本願寺)、4年生：林間学習、
- 8月：1〜6年生：学習会 5年生：臨海学習
- 9月：光華フェスティバル
- 10月：秋の大運動会、秋まつり（光華幼稚園児との合同交流学習）、
- 11月：音楽会、
- 1月：2・5年生：音楽鑑賞教室
- 2月：マラソン大会
- 3月：卒業式

## 交通
- 最寄り駅は、阪急京都線西京極駅徒歩5分
- 最寄りのバス停は、京都バス、京阪京都交通、市バス各系統のバス停｢光華女子学園前｣